# Margo Rahayu
Margo Rahayu is een bestuurslaag in het regentschap Mesuji van de provincie Lampung, Indonesië. Margo Rahayu telt 2732 inwoners (volkstelling 2010).